# الحرب الإنجليزية الإسبانية (1654 – 1660)
كانت الحرب الإنجليزية الإسبانية صراعًا بين بريطانيا في عهد كرومويل وإسبانيا في الفترة الممتدة بين أعوام 1654 - 1660. مثَّل التنافس التجاري السبب الرئيسي للحرب، فهاجم كل جانب المصالح التجارية والاستعمارية للآخر بطرق مختلفة. غزت حملة بحرية إنجليزية الأراضي الإسبانية في منطقة البحر الكاريبي في عام 1655، وبعد عامين تحالفت بريطانيا مع فرنسا لتندمج الحرب الإنجليزية الإسبانية مع الحرب الفرنسية الإسبانية التي بدأت منذ فترة أطول. انتهت الحرب رسميًا بمعاهدتي سلام مدريد في عام 1667 وعام 1670.

## خلفية
حول كرومويل انتباهه إلى الصراع الفرنسي الإسباني بعد أن فرغ من الحرب الإنجليزية الهولندية الأولى، إذ كانت فرنسا وإسبانيا تعتبران العدو التقليدي لبريطانيا، بالإضافة إلى أنَّ الدولتان من المعسكرالكاثوليكي، في حين أنَّ كرومويل رغب بأن تسود البروتستانتية في أوروبا، ولكنه اعتبر أسبانيا أكثر تهديدًا للبروتستانتية، وهو الأمر الذي دفعه للتحالف مع فرنسا في حربها ضد إسبانيا، سعى كرومويل أيضًا إلى إعادة بريطانيا إلى سياستها التجارية الاستعمارية التي تخلى عنها الملوك ورجال الدولة قبله وأبرزهم ستيوارت، حققت انتصارات كرومويل السريعة فوائد اقتصادية كبيرة لبريطانيا، وبدأت كنوز المستعمرات كالذهب والفضة والمواد الخام تتدفق إلى بريطانيا من الأراضي التي انتزعتها من إسبانيا، وظهر كنز جديد أكثر أهمية من الذهب هو السكر الذي دفع كرومويل لغزو واحتلال أراضٍ ومستعمرات جديدة.
أجرى كرومويل مفاوضات مع رجل الدولة الفرنسي الكاردينال مازارين خلال السنة الأولى من الحرب انتهت بصياغة تحالف بريطاني فرنسي ضد إسبانيا في أكتوبر 1655، كما أنَّ هذا التحالف حقق فائدة إضافية لكرومويل، إذ كانت فرنسا في ذلك الوقت توفر لجوءًا لستيوارت عدو كرومويل، وهكذا تأكد من أَّنها لن تساعده في العودة لبريطانيا والمطالبة بالعرش.

## الحرب
أطلق كرومويل في نفس الفترة حملة بحرية ضد المستعمرات الإسبانيا في جزر الهند الغربية، غادر الأسطول الملكي البريطاني بورتسموث في أواخر ديسمبر 1654 ووصل إلى جزر الهند الغربية بعد شهر تقريبًا، وفي مايو 1655 غزت حملة إنجليزية بحرية بقيادة الجنرال في سي ويليام بن -والد مؤسس ولاية بنسلفانيا الأمريكية- والجنرال روبرت فينابلز الأراضي الإسبانية في جزر الهند الغربية بهدف الاستيلاء على هيسبانيولا، كانت تلك الحملة واحدة من أقوى الغزوات البحرية المعروفة في ذلك العصر، إذ كان تحت إمرة الجنرال روبرت فينابلز وحده أكثر من 3 آلاف جندي بريطاني، بالإضافة إلى التعزيزات التي انضمت للحملة آتيةً من بربادوس ومونتسيرات وسانت كيتس ونيفيس.
ركز كرومويل اهتمامه على السيطرة على جزيرة هيسبانيولا، ولكنه منح قادة الحملة حرية التصرف وتحديد الأولويات بحسب الظروف التي يواجهونها عند وصولهم، كانت العديد من الخيارات متاحة مثل النزول على ساحل غواتيمالا أو كوبا، ولكن فينابلز وبن قررا حصار سانتو دومينغو واحتلال هيسبانيولا، فشل الحصار فشلًا ذريعًا لأن الإسبان حسّنوا دفاعاتهم منذ حربهم مع  الهولنديين في القرن السابق، ورغم النجاحات العديدة اللاحقة للحملة إلا أن كرومويل اعتبر هزيمة هيسبانيولا فشلًا عامًا لكل التحركات البريطانية ضد جزر الهند الغربية الإسبانية، وسجن فينابلز وبن في برج لندن فور عودتهما إلى إنجلترا.
كانت جامايكا هي نقطة التحول الرئيسية في الحرب الإنجليزية الإسبانية في عام 1655، إذ أنها الجزيرة الإسبانية الوحيدة من جزر الهند الغربية التي لا تتوفر فيها دفاعات قوية، نزلت القوات البريطانية في مايو 1655 في سانتياغو دي لا فيغا، وواجهوا مقاومة عنيفة من قبل السكان المحليين والقوات الإسبانية التي وصلتها تعزيزات كبيرة من المكسيك، أولت بريطانيا أهميةً كبيرة لجامايكا واعتبرها بعض السياسيين الإنجليز «خنجرًا مغروزًا في قلب الإمبراطورية الإسبانية» ولكن في الحقيقة لم يكن لجامايكا تلك الأهمية الاستراتيجية في ذلك الوقت. أرسل كرومويل تعزيزات وإمدادات كبيرة، ودمَّر الأسطول البريطاني القوات الإسبانية القادمة من كوبا في معركة أوتشو ريوس عام 1657، ومعركة ريو نويفو عام 1658، وفشلت بعدها جميع المحاولات الإسبانية لاستعادة جامايكا. حاول الحاكم الإنجليزي لجامايكا إدوارد دي أويلي الدفاع عن الجزيرة ضد الإسبان باستخدام تكتيك الهجوم بدلًا من الدفاع، فأرسل كريستوفر مينغز لغزو المدن والقواعد الاستعمارية الإسبانية القريبة، فدمرت القوات البريطانية تولو وسانتا مارتا في عام 1658، وكومانا وبورتو كابالوس وكورو في عام 1659، وعادت إلى جامايكا وهي تحمل كميات كبيرة من الكنوز المنهوبة.

### الحرب البحرية
قاد الأدميرال روبرت بليك في أبريل 1656 أسطولًا بريطانيًا كبيرًا يتألف من حوالي أربعين سفينة حربية حاصر بها ميناء قادس في إسبانيا، استمر الحصار طوال الصيف، وظل الإسبان في موقف دفاعي طوال تلك الفترة، وفي منتصف يونيو أغار الكابتن إدوارد بلاج على الموانئ البحرية في شمال إسبانيا، وفي 24 يونيو داهم بلاغ فيغو ودمر السفن الراسية في الميناء، في حين داهمت خمس فرقاطات تحت قيادة الكابتن سميث مدينة ملقة في جنوب إسبانيا في 19 يوليو، وأغرق تسع سفن إسبانية وقصف المدينة. عطلت هذه الهجمات التجارة على طول سواحل إسبانيا، وفي مساء 8 سبتمبر اعترض ريتشارد ستنر أحد قباطنة بليك أسطولًا إسبانيًا محملًا بالكنوز في طريق عودته إلى إسبانيا، فاستولى على جميع السفن أو أغرقها، وكانت هذه الخسارة ضربة قاصمة للاقتصاد الإسباني، إذ قدرت الخسائر بنحو مليوني جنيه إسترليني، ولأول مرة في تاريخ الحروب البحرية أبقى بليك على أسطوله في البحر طوال فصل الشتاء من أجل استمرار الحصار المفروض على إسبانيا.
تسربت لبليك معلومات تفيد أن أسطولًا من السفن التجارية الإسبانية كان في طريقه إلى إسبانيا في فبراير 1657 محملًا بالسبائك الذهبية والمعادن الثمينة عبر المحيط الأطلسي. ترك بليك سفينتين لحصار قادس، وأبحر مع أسطوله لمهاجمة السفن الإسبانية، دمر بليك الأسطول التجاري الإسباني في أبريل 1657 في معركة سانتا كروز دي تينيريفي، ومع أنه لم يحصل على الذهب ولكنه حرم إسبانيا منه أيضًا.
كان تأثير حصار بليك للساحل الإسباني وانتصاره في معركة سانتا كروز مدمرًا للاقتصاد الإسباني الذي كان يعتمد بشكلٍ رئيسي على الفضة والذهب من الأميريكتين، وشل أيضًا قدرة إسبانيا على شن الحروب.

## المرحلة اللاحقة
انتهت الحرب بين فرنسا وإسبانيا بتوقيع معاهدة سلام في 28 أكتوبر 1659، وترك موت كرومويل في عام 1658 إنجلترا في اضطرابات سياسية كبيرة انتهت باستعادة تشارلز الثاني لعرش بريطانيا، انتهت الحرب الإنجليزية الإسبانية فعليًا في سبتمبر 1660، وباع تشارلز الثاني ميناء دنكيرك إلى لويس الرابع عشر ملك فرنسا في نوفمبر 1662 مقابل 300 ألف جنيه إسترليني، وعلى الرغم من فشل كرومويل في تحقيق خطته التي تمثلت في احتلال جزيرة هيسبانيولا كخطوة أولى للسيطرة على أمريكا الوسطى، ولكن جامايكا ظلت مستعمرة إنجليزية منذ ذلك الوقت. على الرغم من الخسائر الاقتصادية الفادحة التي تعرضت لها بريطانيا في الحرب، ولكنها أصبحت بعد انتصارها في الحرب الإنجليزية الهولندية الأولى والحرب الإنجليزية الإسبانية واحدة من أقوى الدول البحرية في العالم.
انتهت الحرب رسميًا بالتوقيع على اتفاقيتي سلام في مدريد، الأولى في عام 1667 والتي قوبلت بارتياح كبير من قبل السياسيين والتجار الإنجليز، والثانية في عام 1670 والتي تنازلت إسبانيا بموجبها عن جامايكا وجزر كايمان لبريطانيا، مما شكَّل إهانة كبيرة لإسبانيا، وأصبحت السفن الإنجليزية قادرة على التجول في البحر الكاريبي دون أي عائق.